# Long Valley (vulcão)

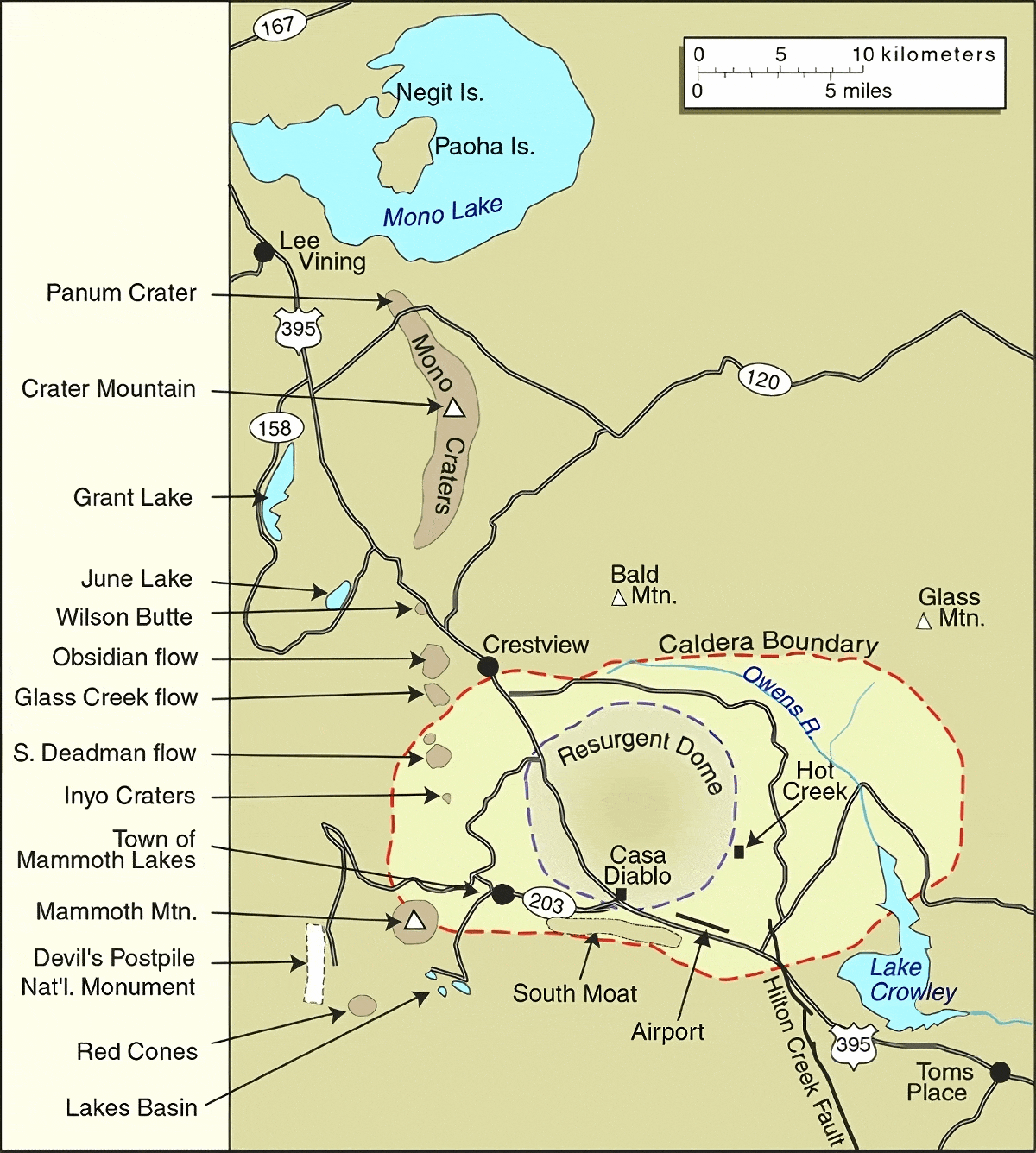
Mapa da área de Long Valley

Long Valley é uma caldeira vulcânica situada em Mammoth Mountain na Califórnia. O vale inclui uma das maiores caldeiras vulcânicas da Terra, medindo 32 km de extensão e 17 km de largura.
Long Valley é um supervulcão, formado numa catastrófica erupção há 760 mil anos. Suas mais violentas explosões causaram destruição em uma área total equivalente a um quarto dos Estados Unidos e reflexos em todo o mundo.